# Río Aucilla
El río Aucilla es un corto río costero de los Estados Unidos que nace cerca de Thomasville, Georgia y pasa a través de la región del Big Bend de Florida, desembocando en el golfo de México en la bahía de Apalache. El río tiene una longitud de 141 km y drena una cuenca de 1930 km². Sus principales afluentes son los ríos Little Aucilla y Wacissa. 
En Florida forma el borde este del condado Jefferson separándolo del condado de Madison, en la parte norte, y del condado de Taylor, por el sur. La parte baja del río desaparece bajo tierra y reaparece varias veces, y esto es conocido como los hundimientos del río Aucilla.
El río es una rica fuente de yacimientos con huesos animales y artefactos  humanos de finales del Pleistoceno y de principios del Holoceno, y es el objetivo del «Proyecto de la Prehistoria del Río Aucilla», que incluye al lugar prehistórico de Page-Ladson.
Durante el primer período español en Florida, el río Aucilla fue el límite entre el pueblo apalachee y el pueblo yustaga (o Uzachile), de habla timucua. El nombre «Aucilla» se refiere a un antiguo pueblo de los timucua. Algunos mapas antiguos lo recogen como río Ocilla.    